# Andrzej Czarniak (narciarz)
Andrzej Czarniak (ur. 11 listopada 1931 w Zakopanem, zm. 23 lutego 1985 tamże) – polski narciarz, architekt, działacz narciarski, olimpijczyk z Oslo 1952.
W trakcie kariery sportowej reprezentował klub CWKS Zakopane. Na igrzyskach w Oslo wystartował w biegu zjazdowym zajmując 42. miejsce.
Jego młodszy brat Włodzimierz startował w narciarstwie alpejskim na igrzyskach w 1956.